# Mosedale
Mosedale is een gehucht in het Engelse graafschap Cumbria. Het maakt deel van de civil parish Mungrisdale en district Eden. De plaats telt zes monumentale panden, te weten Croft House and Adjoining Barns, Friends' Meeting House and Adjoining Stables, Middle Farm Cottage, Middles' Farmhouse and Adjoining Barn, Mosedale Bridge en Mosedale House.